# Raymond Bass
Raymond Henry Bass (Chambersville, 15 gennaio 1910 – Los Angeles, 10 marzo 1997) è stato un ammiraglio e ginnasta statunitense, campione olimpico di salita alla fune ai Giochi olimpici di Los Angeles 1932.

## Biografia
Rappresentò gli Stati Uniti ai Giochi olimpici di Los Angeles 1932, durante i quali vinse la medaglia d'oro nell'arrampicata alla fune.
Fu questa l'ultima edizione in cui fu presente la specialità dell'arrampicata alla fune dal suo esordio ad Atene 1896.
Bass era un ammiraglio della Marina statunitense e comandante di sottomarini durante la seconda guerra mondiale, impegnato in missioni nel Mar del Giappone.
Morì il 10 marzo 1997 all'età di 87 anni.

## Palmarès
- Giochi olimpici

Los Angeles 1932: oro nella salita alla fune;